# Kebon Gedang
Kebon Gedang is een bestuurslaag in het regentschap Kota Bandung van de provincie West-Java, Indonesië. Kebon Gedang telt 9183 inwoners (volkstelling 2010).